# Гари Дордън
Гари Дордън (на английски: Gary Dourdan; роден на 11 декември 1966 г.) е американски актьор. Най-известен е с ролята си на Уорик Браун в сериала „От местопрестъплението“, която изпълнява от 2000 до 2008 г.

## Избрана филмография
- Вестникът (1994)
- Пришълецът: Завръщането (1997)
- От местопрестъплението (2000)
- Ким Суперплюс (2005)
- Идеалната непозната (2007)
- Батман: Рицарят на Готъм (2008)
- Клуб „Веселие“ (2014)